# 与勇輝
与 勇輝（あたえ ゆうき、1937年9月17日 - ）は、日本の人形作家。神奈川県川崎市出身。両親は奄美群島に属する与路島の出身。
黒柳徹子の番組「徹子の部屋」のセットに使われている妖精の人形で知られる。

## 作風
人形創作を始めた当初より、着物や洋服の襞にこだわり、木綿の古布を主に使用している。人形の持ち物、付属品に至るまで全て、本人自身の手で作られている。
日本の原風景を思わせるようなノスタルジックな雰囲気を持ち、表情豊かな、柔らかみのある表現が特徴。

## 経歴
- 1963年 - 日本デザインスクール卒業。
- 1965年 - マネキン会社に勤務の傍ら独自に人形創作を始める。
- 1968年 - 人形作家・曽山武彦に師事。
- 1970年 - 川本喜八郎、辻村寿三郎等の人形作家グループによる「第３回グループ・グラッブ展」参加（以降、数回参加）。
- 1971年 - 監督飯沢匡、デザイン土方重己による人形絵本「シンデレラ」、「ピノキオ」の人形制作を担当。
- 1991年  - パリ装飾芸術美術館「世界の人形・今昔展」へ、招待出品。
- 1993年  - 山梨県河口湖町立河口湖ミューズ館・与勇輝館開館。
- 1994年  - 『フォトストーリー　ニングル』を倉本聰と出版。
- 1995年  - 河口湖町特別町民称号を受ける。
- 1998年 - NHK朝の連続テレビ小説『天うらら』において人形制作指導。
- 1999年 - 東映映画『鉄道員』の為、人形作品「雪子」制作。
- 2000年 - ニューヨークで初めての海外個展「The World of YUKI ATAE」を開催。
- 2006年 - パリ・バカラ美術館（英語版）「EXPOSITION ATAE YUKI」で個展を開催。「パリ・バカラ美術館開催記念展　与勇輝　人形芸術の世界」を国内23会場にて開催（2008年まで）。
- 2008年 - サンパウロにて「郷愁の日本　与勇輝人形展」ブラジル移民100周年記念公式事業（外務省主催）に参加。10日間で20万人動員。卓越した技能者（現代の名工）受章。川崎市文化賞受賞。
- 2010年-「昭和・メモリアル　与勇輝展」開催、国内巡回（2013年まで）。
- 2018年-パリ日本文化会館にて「与勇輝展　布の彫刻-日本の情景」を開催。「パリ凱旋・傘寿記念　与勇輝展　創作人形の軌跡」を開催、国内巡回。神奈川文化賞受賞。
- 2023年-地域文化功労者表彰[1]